# Chamestān
Chamestān (persiska: چَمِستان, چُمَستَن) är en ort i Iran.   Den ligger i provinsen Mazandaran, i den norra delen av landet, 110 km nordost om huvudstaden Teheran. Chamestān ligger 68 meter över havet och antalet invånare är 9 481.
Terrängen runt Chamestān är platt åt nordost, men åt sydväst är den kuperad. Terrängen runt Chamestān sluttar norrut.Runt Chamestān är det ganska tätbefolkat, med 149 invånare per kvadratkilometer. Närmaste större samhälle är Āmol, 6,1 km öster om Chamestān. Trakten runt Chamestān består till största delen av jordbruksmark.